# پوسوم تروت (کنتاکی)
پوسوم تروت (به انگلیسی: Possum Trot) یک منطقهٔ مسکونی در ایالات متحده آمریکا است که در شهرستان مارشال، کنتاکی واقع شده‌است. پوسوم تروت ۱۰۴٫۸۵ متر بالاتر از سطح دریا واقع شده‌است.